# Wenzel Müller
Pour les articles homonymes, voir Müller.
Wenzel Müller (Türnau, le 26 septembre 1767 – Baden, le 3 août 1835) est un compositeur et chef d'orchestre autrichien.

## Biographie
Müller est né à Markt Türnau, en Moravie. Il fait ses études auprès de Karl Ditters von Dittersdorf et a joué comme musicien de théâtre dans sa jeunesse. En 1786, il est devenu Kapellmeister au Théâtre de Leopoldstadt à Vienne. Après un bref passage au théâtre allemand à Prague de 1807 à 1813, il est retourné à Leopoldstadt où il a travaillé jusqu'en 1830. Sous sa direction, le théâtre est devenu l'un des lieux les plus importants dans la vie musicale viennoise. Müller est mort à Baden.
C'était un compositeur populaire et prolifique qui a produit plus de 250 œuvres. Bien qu'il ait écrit plusieurs œuvres populaires pour la scène (principalement des Singspiele), ses chansons ont eu une postérité durable. Souvent spirituelles et exprimant beaucoup de tendresse, les chansons de Müller étaient très populaires et quelques-unes des œuvres qu'il a écrites avec Ferdinand Raimund restent dans le répertoire viennois.
Son opéra Die Schwestern von Prag, créé à Vienne en 1794, a donné le thème aux Variations Kakadu pour trio (Opus 121a) de Beethoven. On considère généralement que Müller est l'auteur d'une messe longtemps attribuée à Mozart, la Missa en sol majeur, K. Anh. 232.
Müller a été marié deux fois et sa deuxième épouse était Magdalena Valley Reining. Il avait comme enfants Thérèse (1791-1876), Caroline (1814-1868), Ottilia (1816-1817), Carl (né en 1815) et Joseph (né en 1816), qui tous sont devenus des chanteurs d'opéra.

## Œuvres
| Titre                                                               | Genre                            | Subdivisions | Livret                                  | Date de la création | Lieu, théâtre                         |
| ------------------------------------------------------------------- | -------------------------------- | ------------ | --------------------------------------- | ------------------- | ------------------------------------- |
| Harlekin auf dem Parade Beth oder Nach dem Schlimmen folgt das Gute | große Pantomime                  |              | Anton Baumann                           | 1784; 14 mai 1790   | Brno; Vienne, Théâtre de Leopoldstadt |
| Das Sonnenfest der Braminen                                         | heroisch-komisches Singspiel     | 2 actes      | Karl Friedrich Hensler                  | 9 septembre 1790    | Vienne, Théâtre de Leopoldstadt       |
| Kaspar der Fagottist oder Die Zauberzither                          | Singspiel                        | 3 actes      | Joachim Perinet (de)                    | 8 juin 1791         | Vienne, Théâtre de Leopoldstadt       |
| Das neue Sonntagskind                                               | Singspiel                        | 2 actes      | Joachim Perinet, d'après Philipp Hafner | 10 octobre 1793     | Vienne, Théâtre de Leopoldstadt       |
| Die Schwestern von Prag                                             | Singspiel                        | 2 actes      | Joachim Perinet, d'après Philipp Hafner | 11 March 1794       | Vienne, Théâtre de Leopoldstadt       |
| Das lustige Beylager                                                | Singspiel                        | 2 actes      | Joachim Perinet, d'après Philipp Hafner | 14 février 1797     | Vienne, Théâtre de Leopoldstadt       |
| Die Teufels Mühle am Wienerberg                                     | Schauspiel mit Gesang            | 4 actes      | Carl Friedrich Hensler/Leopold Huber    | 12 November 1799    | Vienne, Théâtre de Leopoldstadt       |
| Die Belagerung von Ypsilon oder Evakathel und Schnudi               | Karikaturoperette                | 2 actes      | Joachim Perinet, d'après Philipp Hafner | 4 mai 1804          | Vienne, Théâtre de Leopoldstadt       |
| Javima                                                              | Opéra                            | 3 actes      |                                         | 21 mai 1807 Prague  | Vienne, Théâtre de Leopoldstadt       |
| Samson                                                              | Mélodrame                        | 3 actes      | Joseph Anton Schuster                   | 1808                | Vienne, Théâtre de Leopoldstadt       |
| Simon Plattkopf, der Unsichtbare                                    | Singspiel                        | 1 acte       | Carl Ludwig Costenoble                  | 1809                | Vienne, Théâtre de Leopoldstadt       |
| Die Wunderlampe                                                     | Zauberoper                       | 4 actes      | Josef Alois Gleich                      | 1810                | Prague                                |
| Der Fiaker al Marquis                                               | Opéra comique                    | 3 actes      | Adolf Bäuerle                           | 10 février 1816     | Vienne, Théâtre de Leopoldstadt       |
| Aline oder Wien in einem andern Welttheil                           | Zauberoper                       | 3 actes      | Adolf Bäuerle                           | 9 octobre 1822      | Vienne, Théâtre de Leopoldstadt       |
| Der Barometermacher auf der Zauberinsel                             | Zauberposse                      | 2 actes      | Ferdinand Raimund                       | 18 décembre 1823    | Vienne, Théâtre de Leopoldstadt       |
| Der schwarze See oder Der Blasebalgmacher und der Geist             | Zauberspiel                      | 2 actes      | Lenz?                                   | 4 février 1825      | Vienne, Théâtre de Leopoldstadt       |
| Herr Josef und Frau Baberl                                          | Posse                            | 3 actes      | Gleich                                  | 11 mai 1826         | Vienne, Théâtre de Leopoldstadt       |
| Die gefesselte Phantasie                                            | Zauberspiel                      | 2 actes      | Ferdinand Raimund                       | 8 janvier 1828      | Vienne, Théâtre de Leopoldstadt       |
| Der Alpenkönig und der Menschenfeind                                | romantisch-komisches Zauberspiel | 2 actes      | Ferdinand Raimund                       | 17 octobre 1828     |                                       |